# 中国人民解放军陆军合成第一一五旅
合成第一一五旅（英語：115th Combined Arms Brigade），又称“先锋劲旅”，是中国人民解放军陆军第七十八集团军下辖的一个中型合成旅，驻地黑龙江省大庆市。

## 历史概述
该旅最早编制可追溯至1939年3月9日由344旅独立团、特务团、黄河支队等部队组建的冀鲁豫支队。1949年10月，东北军区司令部编写《东北三年解放战争军事资料》，评价该师：“装备比山东部队好，历史基础较老，战斗积极性好，执行命令坚决，战斗作风勇猛”。在第二次国共内战中，参加了三下江南、1947年夏、秋、冬季攻势，辽沈、平津、广西战役等。1950年10月改称中国人民志愿军第115师入朝参战，于云山战役中全歼美国陆军第1骑兵师第8团，首战告捷。1953年后回国常驻东北。
2013年，全师拆分出一部成立机械化步兵第二〇三旅，余部整编为机械化步兵旅，2017年整编为中型合成旅，为现有编制。

## 沿革
参考资料：
| 部隊番號                 | 使用時期               |
| ------------------------ | ---------------------- |
| 八路军冀鲁豫支队         | 1939年3月9日-1940年4月 |
| 八路军第二纵队新编第二旅 | 1940年4月-1941年1月    |
| 新四军第八旅             | 1941年1月-1945年11月   |
| 东北人民自治军第八旅     | 1945年11月-1946年1月   |
| 东北民主联军第四师       | 1946年1月-1948年11月   |
| 中国人民解放军第一一五师 | 1948年11月-1960年1月   |
| 陆军第一一五师           | 1960年1月-1984年4月    |
| 摩托化步兵第一一五师     | 1984年4月-2013年11月   |
| 机械化步兵第一一五旅     | 2013年11月-2017年4月   |
| 合成第一一五旅           | 2017年4月至今          |